# Rivière Wetetnagami
Rivière Wetetnagami är ett vattendrag i Kanada.   Det ligger i provinsen Québec, i den östra delen av landet, 400 km norr om huvudstaden Ottawa. Rivière Wetetnagami ligger vid sjöarna  Lac Nicobi och Lac Normandeau.
I omgivningarna runt Rivière Wetetnagami växer i huvudsak barrskog. Trakten runt Rivière Wetetnagami är nära nog obefolkad, med mindre än två invånare per kvadratkilometer.